# Ordonnateur de La Réunion
L'ordonnateur de La Réunion, d'abord appelé ordonnateur de Bourbon ou de l'île Bourbon, est l'ordonnateur qui était responsable de l'île de La Réunion, anciennement l'île Bourbon, dans le sud-ouest de l'océan Indien. Placée sous l'autorité de l'intendant des îles de France et de Bourbon, qui était quant à lui basé sur l'île de France, actuellement l'île Maurice, cette fonction fut créée à la suite de la rétrocession des Mascareignes au roi de France par la Compagnie des Indes orientales dans les années 1760, et Honoré de Crémont en fut le premier titulaire.

## Pouvoirs
Alors que le gouverneur général des Mascareignes était représenté par un commandant particulier à Bourbon, l'actuelle île de La Réunion, l'intendant des îles de France et de Bourbon y était quant à lui représenté par l'ordonnateur de La Réunion. Aussi, on peut supposer que ce dernier agissait face au gouverneur local comme son chef référent installé sur l'île voisine agissait face au gouverneur général.
Or, d'après l'historien du XIXe siècle Georges Azéma, l'intendant des îles de France et de Bourbon agissait en certaines matières conjointement avec le gouverneur général des Mascareignes, autre fonction administrative créée à l'occasion de la restitution de l'archipel et basée sur l'île de France. Ainsi, toujours selon Georges Azéma, ils formaient ensemble chaque année un état des besoins des territoires concernés et des demandes qu'ils jugeaient nécessaires d'adresser au roi de France. Ils décidaient également de concert de l'affranchissement des esclaves, des corvées pour l'entretien des routes, des règlements pour l'approvisionnement des colonies, pour la pêche dans les rivières et la chasse sur les terres et dans les bois qui n'étaient pas clos. En outre, « ils avaient la police des ports, et nommaient provisoirement aux places d'assesseurs, de substituts et de greffiers ».
En revanche, si le gouverneur avait seul la haute main sur les commandants et officiers employés dans son gouvernement, et en général sur tous les habitants, l'intendant s'occupait quant à lui en toute autonomie de la régie et des finances royales : « il était chargé de l'entretien des bâtiments publics, des hôpitaux et des lieux où se rendait la justice. Il avait, sur ce qui concerne la marine royale et marchande, les mêmes pouvoirs que les ordonnances attribuaient aux intendants des ports de France ».

## Liste non exhaustive des titulaires de la fonction
- Honoré de Crémont.
- Pierre Bernard Milius.
- Pierre Philippe Urbain Thomas.